# Morlock
I Morlock, talvolta italianizzati in Morlocchi, sono una delle due razze in cui si è divisa la specie umana nell'anno 802701, del romanzo La macchina del tempo di H.G. Wells. Sono i lontani discendenti della classe operaia del XIX secolo e vivono nel sottosuolo, dove probabilmente i loro antenati lavoravano.

## Abitudini
Della società dei Morlock si conosce pochissimo.
Vivono in sistemi di gallerie non illuminate i cui sbocchi in superficie somigliano a pozzi di aerazione. Nelle loro gallerie si sente rumore di macchinari in funzione, per cui è possibile che i Morlock abbiano conservato la cultura scientifica dell'umanità: rubano anche la macchina del tempo del protagonista, probabilmente per studiarla. Nonostante ciò, sono guidati soprattutto dall'istinto e dalla necessità, o almeno questo sembra al viaggiatore nel tempo: si nutrono della carne dell'altra specie umana, gli Eloi, che cacciano durante le notti di luna nuova (le uniche in cui possono uscire in superficie, dato che sono abituati al buio) ed in più occasioni mordono anche il protagonista.

## Aspetto
I Morlock sono bassi ed esili, tanto che per il Viaggiatore nel Tempo non è difficile battersi con un intero gruppo di essi senza esserne sopraffatto. Adattati all'oscurità, hanno la pelle pallida, fredda e molle ed occhi enormi, grigio-rossi, estremamente sensibili: basta la luce di un fiammifero ad abbagliarli. Il loro aspetto complessivo viene spesso paragonato a quello delle scimmie o dei ragni.

## I Morlock in altre opere
- Nella versione cinematografica del 1960 di George Pal, L'uomo che visse nel futuro, i Morlock sono umanoidi robusti e dalla pelle bluastra, dall'aspetto selvaggio.
- Nel film del 2002 The Time machine di Simon Wells i Morlock, pur vivendo sottoterra, non hanno difficoltà ad uscire alla luce per cacciare. Sono divisi in caste il cui aspetto e capacità variano a seconda dei compiti: vi sono cacciatori robusti che afferrano le prede ed altri che lanciano dardi usando cerbottane, mentre i capi hanno cervelli super-sviluppati e capacità telepatiche.
- Un seguito de La macchina del tempo scritto da K. W. Jeter è intitolato La notte dei Morlock (Morlock Night, 1979).
- Ne L'incognita tempo, il seguito autorizzato de la macchina del tempo scritto da Stephen Baxter, un possibile futuro ospita una società evoluta di Morlock che vive in una sfera di Dyson. Questa versione dei Morlock, pur vivendo sempre al buio, è dedita alla ricerca della conoscenza e sembra essere vegetariana.
- Nei fumetti Marvel Comics i Morlock sono una società sotterranea di mutanti.
- Nella serie TV The Big Bang Theory, nell'episodio 1x14 La macchina del tempo, alcuni Morlock terrorizzano Sheldon.
- In Dylan Dog, di Tiziano Sclavi, i Morlock compaiono nella storia n.84 intitolata ZED (1993), con esplicito riferimento a La macchina del tempo di Wells.
- Anche il capolavoro di Stephen King, il romanzo It, riporta accenni ai Morlock, che abiterebbero la rete fognaria di Derry, cittadina nella quale si svolge la trama del racconto.[senza fonte]
- Nel film Ransom - Il riscatto di Ron Howard, Jimmy Shaker parla a Tom Mullen della società dei Morlok e degli Eloi.
- In un episodio di Doraemon, Nobita dice di aver letto un fumetto in cui si racconta di abitanti del sottosuolo, molto simili ai Morlock per aspetto e abitudini.